# Meteoriopsis javensis
Meteoriopsis javensis är en bladmossart som beskrevs av Fleischer 1907 [1908. Meteoriopsis javensis ingår i släktet Meteoriopsis och familjen Meteoriaceae. Inga underarter finns listade i Catalogue of Life.